# 磐田市消防本部
磐田市消防本部（いわたししょうぼうほんぶ）は、静岡県磐田市の消防部局（消防本部）。管轄区域は磐田市全域。

## 概要
- 消防本部：磐田市福田400（磐田市役所福田支所）
- 管内面積：164.08km2
- 職員定数：210人
- 消防署1カ所、分遣所5カ所
- 主力機械（2021年4月1日現在）
  - 普通消防ポンプ自動車：2
  - 水槽付消防ポンプ自動車：5
  - はしご付消防自動車：1
  - 化学消防自動車：2
  - 救急自動車：8
  - 指揮車：1
  - 救助工作車：1
  - 資機材搬送車：1
  - 人員搬送車：2
  - 大型水槽車：1
  - 支援車：1
  - 査察車：2
  - 指令車：1
  - 火災調査車：1
  - 防火広報車：1
  - 連絡車：7
  - マイクロバス：1
  - ボートトレーラー：1

## 沿革
- 1959年5月1日　磐田市消防本部を開設する。
- 1960年4月1日　磐田市消防署を開設する。
- 1968年1月1日　救急業務を開始する。
- 1970年4月1日　磐田市・磐田郡竜洋町・福田町・豊田村（後に豊田町）により磐田市外3町村消防組合が発足し、磐田消防本部・磐田消防署を開設する。
- 1971年4月3日　南分遣所・北分遣所を開設する。
- 1973年4月1日　磐田郡豊岡村が加入し、磐田市外4町村消防組合に改称する。
- 1973年12月1日　豊岡分遣所を開設する。
- 1974年1月7日　救助工作車を消防署に配備する。
- 1978年10月31日　竜洋分遣所を開設する。
- 1978年11月1日　南分遣所を福田分遣所に、北分遣所を豊田分遣所に改称する。
- 1981年10月1日　東部分遣所を開設する。
- 1982年10月9日　消防庁舎が落成する。
- 1996年12月3日　消防署に高規格救急車を配備する。
- 1998年4月1日　豊岡村の加入によって構成市町村が同一となった磐南厚生施設組合と統合し、磐南行政組合に改称する。
- 2005年4月1日　磐田市・竜洋町・福田町・豊田町・豊岡村の新設合併により、新・磐田市が発足する。磐南行政組合を解散し、磐田市消防本部・磐田市消防署を開設する。
- 2012年3月26日　磐田市消防本部を磐田市消防庁舎（磐田市今之浦）から磐田市役所福田支所（磐田市福田）に移転。

## 組織
- 本部 - 消防総務課、警防課、予防課、情報指令課、消防団本部
- 消防署（1消防署・5分遣所で活動）
  - 磐田市消防署
  - 東部分遣所
  - 福田分遣所
  - 竜洋分遣所
  - 豊田分遣所
  - 豊岡分遣所
- 消防団（1消防団本部・7方面隊・28分団で活動）
  - 消防団本部（団長以下31名）
  - 福田方面隊（方面隊長以下185名） - 1～4分団
  - 竜洋方面隊（方面隊長以下165名） - 1～4分団
  - 中泉方面隊（方面隊長以下185名） - 1～4分団
  - 見付方面隊（方面隊長以下225名） - 1～5分団
  - 豊田方面隊（方面隊長以下205名） - 1～4分団
  - 磐田原方面隊（方面隊長以下150名） - 1～3分団
  - 豊岡方面隊（方面隊長以下200名） - 1～4分団
  - 女性隊（女性隊長以下21名）

（各方面隊の分団員からラッパ隊を結成）

## 消防署
| 消防署       | 住所         | 分遣所                                                                           |
| ------------ | ------------ | -------------------------------------------------------------------------------- |
| 磐田市消防署 | 今之浦2-14-2 | 東部：岩井1907-4 福田：南島237 竜洋：白羽698-1 豊田：森岡119-1 豊岡：合代島438-1 |